# Julien Le Paulmier
Pour les articles homonymes, voir Le Paulmier.
Julien Le Paulmier, né en 1520 à Agneaux et mort en décembre 1588 à Caen, est un médecin français, auteur du premier traité composé sur le cidre.

## Biographie
Après avoir quitté la maison paternelle de bonne heure, Le Paulmier a obtenu le grade de docteur en médecine en l’université de Caen. Monté à Paris, il étudia la philosophie, s’est fait recevoir maître ès arts en 1547. Inscrit à la Faculté de médecine de Paris, après avoir fourni la preuve de quatre années d’études, il est reçu bachelier en médecine le 12 mars 1554. Le 8 novembre suivant, il passe sa première thèse quodlibétaire, sous Denis Millet ; le 31 janvier 1555, la deuxième, sous la présidence de Rodolphe de Lor, et, le 6 mars, devant Simon Poncet, sa thèse cardinale intitulée Anne catharticus omnes peræque vacuet humores? ; le 3 décembre de la même année, il dispute, sous Guillaume Plancé, sa troisième thèse quodlibétaire.
Le 28 mars 1556, il est reçu avec éloges licencié, quatrième sur cinq candidats. Le 23 juillet, il passe sa thèse de vespérie sous Vincent Mustel et le doyen Christophe Baudouin. Sa réception au doctorat a eu lieu le 10 novembre devant Vincent Mustel, et il a soutenu sa thèse pastillaire six jours après, sous le même régent. Enfin, le 3 décembre suivant, il fait acte de régence en présidant hors tour la thèse quodlibétaire présentée par André Perdulcis. Élève particulier de Jean Fernel, il a suivi pendant dix ans sa pratique et signé, en qualité de témoin, le 23 avril 1558, le testament de ce médecin, qui lui a légué ses livres et ses manuscrits. Chargé pendant quatre ans d’un service de malades à l’Hôtel-Dieu de Paris, il a contracté, en 1560, la peste, dont il a dit s’être guéri en sept jours avec des remèdes sudorifiques. Il remplit de nouveau cette fonction pendant une année, lors d’une épidémie de peste. Il a épousé, vers la même époque, Guillemette Passart, belle-sœur d'un maître orfèvre de Paris.
Ayant adopté, comme beaucoup de ses confrères, docteurs régents en la Faculté de médecine de Paris, le calvinisme, pendant les troubles de la première guerre de religion, en 1562, il s’est vu, ainsi que Jean de Gorris, obligé de s’éloigner de cette ville et, comme eux, privé des honneurs, droits et prérogatives de l’École, savoir : présidence, dispute cardinale, lecture, gages et grands émoluments. Rentré à la suite de l’édit de pacification d’Amboise du 19 mars 1563, et rétabli, non sans difficultés, dans ses anciens droits, de concert avec ses collègues, le 4 février 1564, il préside, le 16 décembre 1564, une thèse de vespérie et, le 19 du même mois, une thèse de doctorat soutenue par le même. Le 5 février 1565, il dispute une thèse pastillaire. Ayant dû quitter de nouveau la Faculté, lors de la deuxième guerre de religion (1567-1568), sa fidélité à la foi nouvelle a empêché son retour, contrairement à quelques-uns des docteurs régents calvinistes rentrés après avoir abjuré le calvinisme. En vain le Roi avait-il, par diverses déclarations, notamment par les lettres patentes données à Vallois-Saint-Charles, le 17 mai 1571, avait ordonné le rétablissement des anciens régents dans leurs anciens droits et privilèges. Le Parlement s’était pareillement prononcé, par arrêtés du même jour et du 3 août 1574, dans le même sens, mais la Faculté de médecine, s’abritant derrière l’Université, dont la puissance de résistance à l’autorité du Roi et du Parlement était telle, qu’elle refusait de les recevoir.

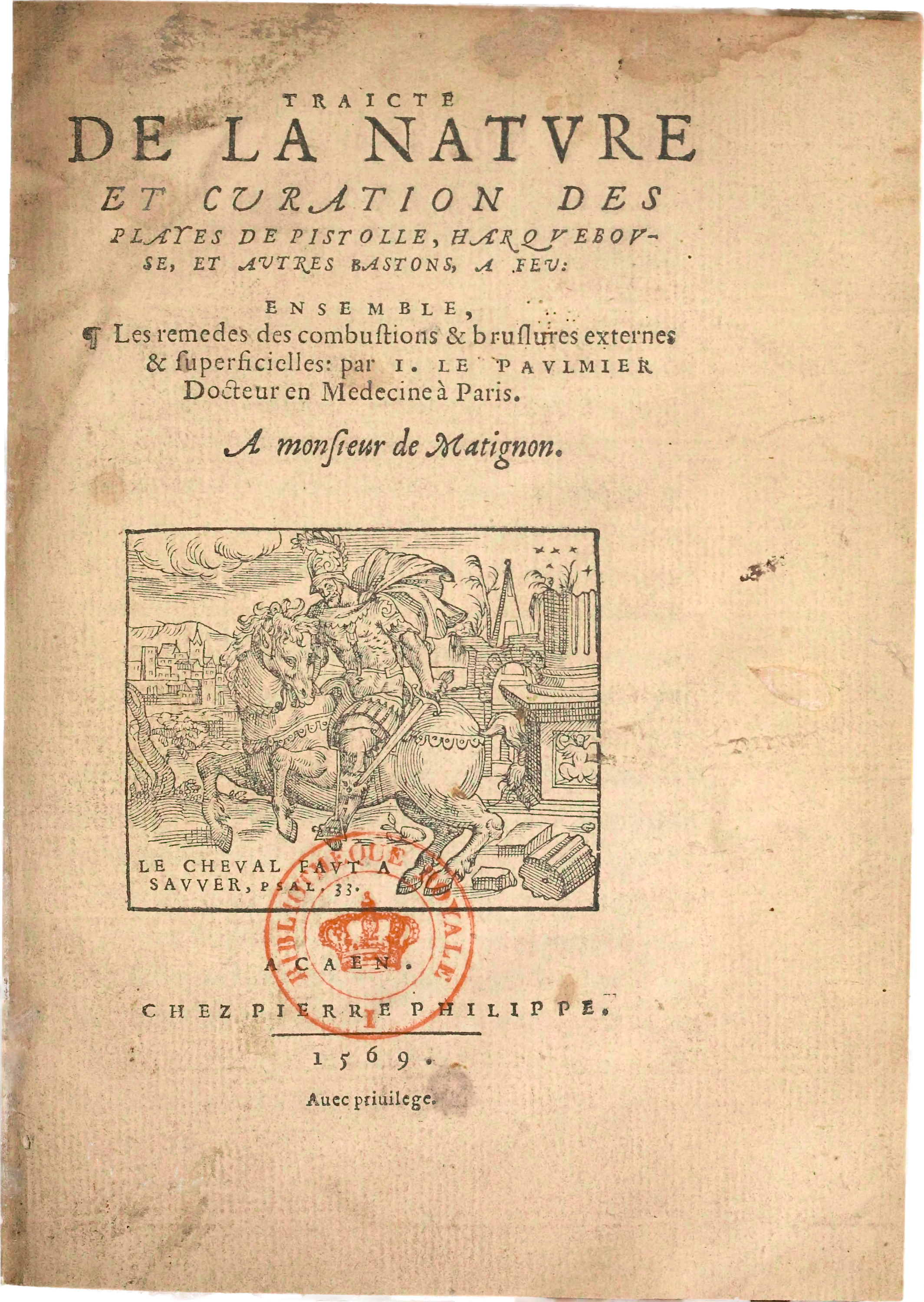
Édition princeps du Traité de la nature et curation des plaies de 1569.

Le Paulmier refusant toujours de renoncer à sa nouvelle religion, après le mois de novembre 1567, on ne rencontre plus sa signature au bas des comptes annuels du doyen et, à partir du 6 novembre 1568, son nom cesse de figurer sur la liste des docteurs régents de la Faculté de médecine de Paris. Retiré au Breuil, il profite de sa retraite temporaire pour mettre en ordre ses commentaires sur les maladies contagieuses et rédiger son Traicté de la nature et curation des playes de pistolle, harquebouse et autes bastons à feu, ensemble les remèdes des combustions et bruslures externes et superficielles, paru la même année, et où il repousse la brulure et l’empoisonnement de ces plaies par la poudre et le boulet, citant de nombreuses expériences à l’appui. Nicolas Éloy se trompe donc du tout au tout lorsqu’il affirme que Le Paulmier « y suit l’opinion de son siècle & déclare que la brûlure est le principal symptôme qu'il faut combattre ». Partisan de la ligature des artères, Le Paulmier rejetait la cautérisation, la réservant seulement pour certains cas d’hémorragie. Dans la recherche des projectiles, il recommande de donner au blessé la position qu’il occupait au moment où il a été atteint, en indiquant l’emploi de divers instruments destinés à leur extraction.
Cet opus a été l’occasion d’une querelle célèbre en son temps, Le Paulmier ayant eu le tort de ne pas citer son illustre confrère Ambroise Paré, dont il avait adopté certaines opinions émises en 1553 par dans la Manière de traicter les playes faictes tant par harquebutes que par flèches, etc., bien qu’il ait combattu la pratique du grand chirurgien sur certains points. Ainsi, soutenant qu’à des maladies nouvelles il faut des remèdes nouveaux, il s’élevait contre l’opinion d’Hippocrate prescrivant de laisser suppurer toute plaie contuse ; il voulait limiter la suppuration, blâmait l’usage des caustiques et rejetait le basilicon et l’égyptiac ; il séchait les plaies et proscrivait l’usage des grosses tentes. Bien qu’admettant aussi l’existence des pierres de foudre, il repoussait l’assimilation des effets de la foudre avec les coups d’artillerie. Enfin, et ce qui visait directement Paré, il disait qu’à Rouen, à Dreux et à Saint-Denis, beaucoup de blessés, quoique atteints légèrement, étaient morts du traitement, au point que de cent il en était réchappé dix.
Ambroise Paré ne pouvait laisser passer l’offense. Dans les Cinq livres de chirurgie, contenant une Apologie touchant les playes faites par harquebuses, le célèbre chirurgien réplique avec aigreur aux assertions de Le Paulmier, reprenant une à une toutes ses objections et lui donnant tort sur tous les points, pour soutenir que les blessés de Rouen avaient péri de gangrène et de pourriture ; qu’à Dreux et à Saint-Denis, ils étaient morts, non des suppuratifs et des corrosifs, mais du froid et des désordres causés par le boulet. Il lui reproche ensuite de lui devoir que la poudre n’est pas toxique et que les balles ne brulent pas, pour finir par l’accuser de l’avoir copié, en l’invitant à « corriger son livre le plustost qu’il pourra, pour ne retenir plus longuement les ieunes Chirurgiens en l’erreur, dont ils pourroyent avoir ete imbus par la lecture d’iceluy. » Au lieu de répondre lui-même, un certain J. M., compagnon barbier, a publié, le 20 mars 1572, un Discours des arquebousades en forme d’épistre pour répondre à certaine apologie publiée par Ambroise Paré, Lyon, 1572, libelle injurieux auquel Paré n’a pas pris la peine de répondre.
Mandé à la Cour, probablement par l’entremise d’un de ses patients et ami, Michel de Chefdeville, pour soigner à Charles IX, que des insomnies persistantes avaient jeté dans un état d’où ses médecins ne pouvaient parvenir à le tirer, Le Paulmier réussit à le guérir. De retour à Caen, où il possédait une maison, en décembre 1573, il habitait cette ville avec sa femme, Gabrielle Passart, qui est morte peu de temps après. Au mois de mai suivant, il accompagne Matignon aux sièges de Saint-Lô, pris le 10 mai 1574, et de Domfront, qui se rend le 26 du même mois. Le mauvais état de sa santé le ramène ensuite, pour le reste de l’année, chez lui où, veuf et sans enfants, il épouse, le 6 juillet 1574, à Caen, Marguerite de Chaumont, âgée de vingt ans, appartenant, comme lui, à la religion réformée. à Caen son élève, Jacques de Cahaignes, raconte que quand il voyait quelques malades Le Paulmier l'emmenait souvent dans ces visites, l’interrogeant sur les maladies soumises à son observation, approuvant ou redressant ses réponses, lui confiant quelquefois la direction des cas peu graves et lui expliquant ceux qui l’embarrassaient.

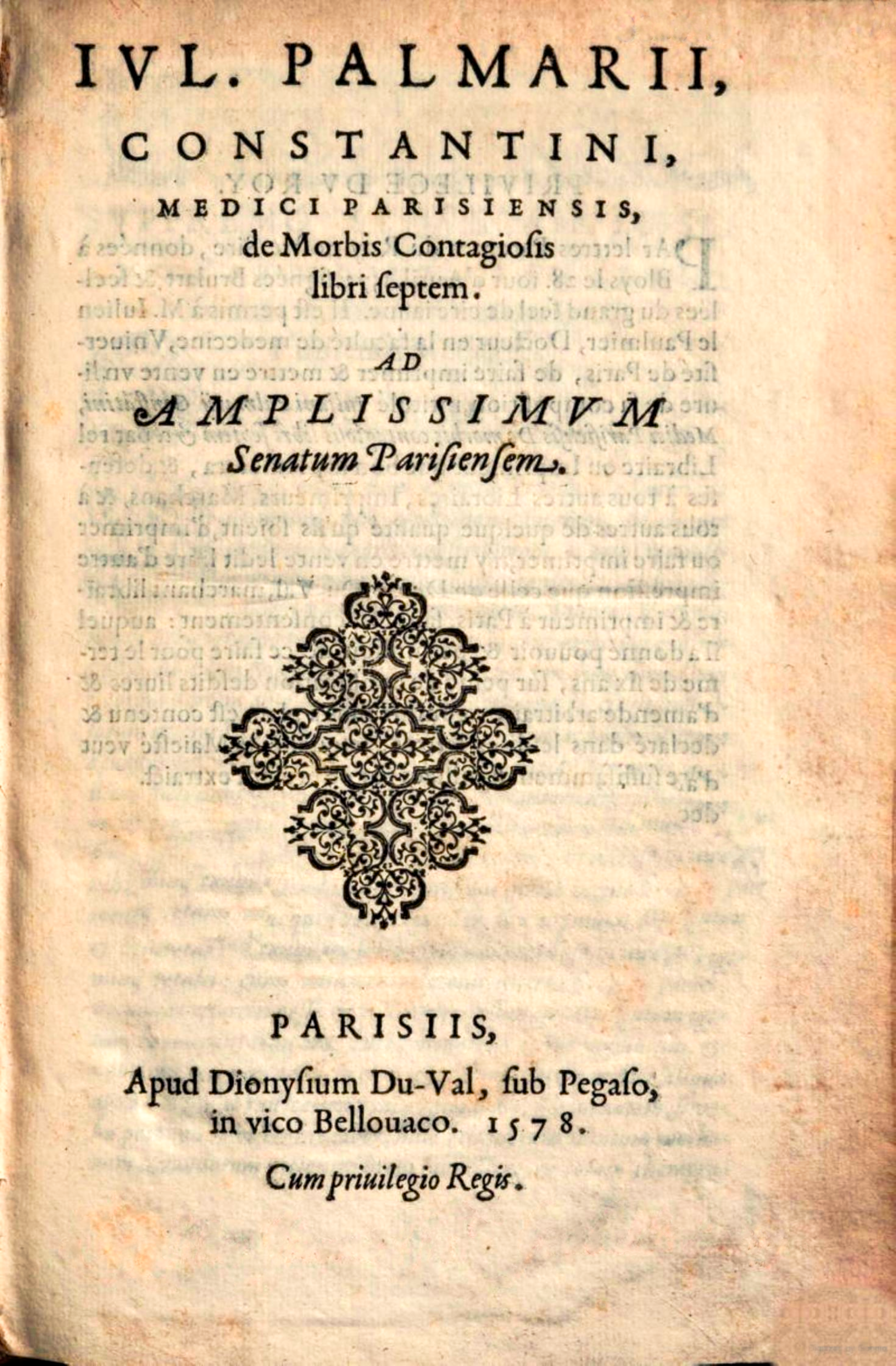
Des maladies contagieuses, 1578.

Au mois d’avril 1578, revenu à Paris après avoir rétabli sa santé, il est inscrit au nombre des médecins du duc François d’Anjou, office qu’il a conservé jusqu’à la mort de ce prince, en 1584. La même année, il publie son traité De morbis contagiosis. Il comprend : deux livres de la maladie vénérienne, un livre du mercure, un livre de l’éléphantiasis, un livre de la morsure du chien enragé et de l’hydrophobie, et deux livres de la peste. Dans cet ouvrage, Le Paulmier repousse, avec Fernel, le mercure comme un remède cruel, dangereux et incertain, et préconise le gaïac et l’alexipharmaque de son maitre comme étant d’un effet excellent et assuré. Il admet, cependant, le mercure combiné avec ces médicaments, propose de nombreuses préparations chimiques, donne la formule de l’Amuletum composé par lui et que l’on trouve rue Saint-Antoine, chez le célèbre pharmacien Antoine Fanerea. Le cidre du Cotentin convient, dit-il, aux éléphantiasiques et aux mélancoliques ; celui du pays d’Auge leur est contraire. Contre la rage, il vante une poudre de sa composition, qui a longtemps figuré dans les formulaires.
Les deux livres de la peste sont traités avec un soin particulier. Ils sont précédés d’une longue épître dédicatoire au prévôt et aux échevins de Paris, et d’une pièce de vers latins de Jean Rouxel de Bretteville. Julien entre dans de longs détails sur la nature, les causes, la description de cette maladie, qu’il a observée à diverses reprises. Il croit à la contagion, insiste sur l’hygiène publique et privée, sur le régime et sur le traitement, rejette l’emploi de l’antimoine, blâme l’usage de la saignée et vante les sudorifiques à l’aide desquels il s’est guéri lui-même. Lors de son départ, au mois de juin 1580, pour assiéger La Fère, le maréchal de Matignon a envoyé Le Paulmier au château de Torigny, pour donner ses soins à la maréchale et à ses enfants pendant son absence. L’ayant présenté, à son retour à Paris, au roi Henri III, celui-ci l’a nommé son médecin ordinaire avec le titre de conseiller.

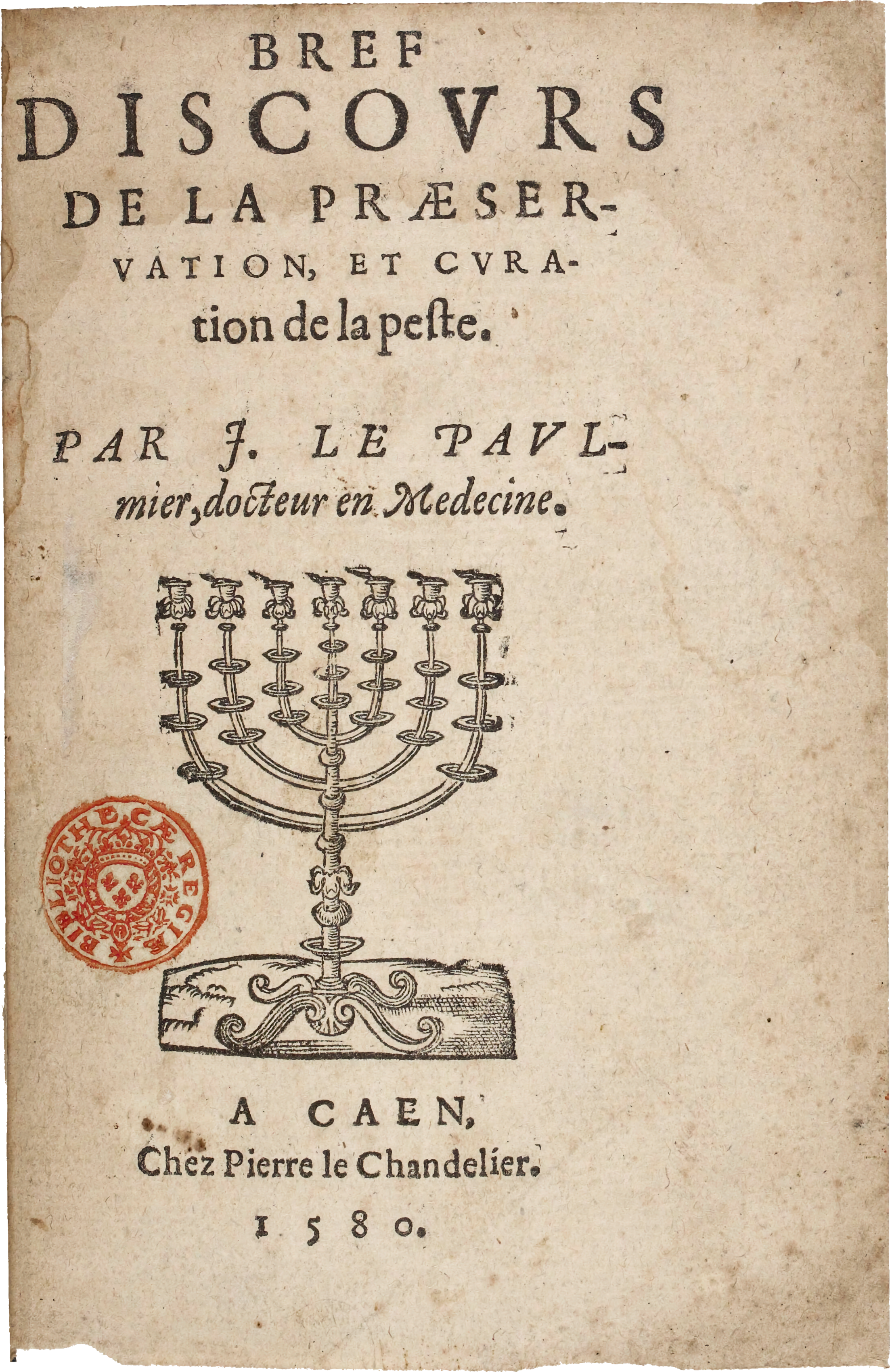
Bref discours de la preservation, et curation de la peste, 1580.

Cette même année, fut imprimé à Caen, chez Pierre Le Chandelier, le Bref discours de la præservation et curation de la peste, petit in-8º de 4 feuillets et 29 pages. Une autre édition a paru chez Anthoine Hernault, à Angers, 1584, petit in-8º de 31 feuillets. Quelques recettes ont été ajoutées à la fin pour compléter le volume. Vers le milieu du mois d’aout, il suit le duc d’Anjou dans son expédition des Pays-Bas, mais ne tarde pas à rentrer en France, une fois l’attaque d'Anvers ayant été suivie de l’expulsion des Français. Retenu par son service auprès du Roi, Le Paulmier réside à Paris pendant la plus grande partie de l’année, et ne semble pas avoir, à cette époque, suivi le duc François dans ses diverses aventures en Flandre et aux Pays-Bas. En 1583, il se rend à Dunkerque pour donner des soins au duc d’Anjou, dont la santé était fort compromise par des excès de toutes sortes. L’année suivante, il fut envoyé à Château-Thierry auprès de ce prince, dont l’état s’était fort aggravé, et qui devait bientôt mourir de tuberculose, le 10 juin 1584, à la suite d’une abondante hémorragie.
Au mois de décembre suivant, au retour de la Campagne, le maréchal de Matignon ayant fait l’éloge à Henri III, ce prince, en considération des services qu’il avait rendus tant à l’armée, aux sièges de Saint-Lô et de Domfront et ailleurs, qu’à son frère le duc d’Anjou, lors de la grande maladie qu’il avait essuyée à Dunkerque, l’a couché sur sa maison, l’a comblé de présents, et déclaré par des lettres patentes très digne de la noblesse, et lui a accordé le titre d’écuyer, sieur de Vendeuvre et de Grentemesnil en la vicomté de Falaise, l’un de ses conseillers et médecins ordinaires, pour lui et ses descendants, avec les armoiries timbrées désignées dans ses lettres patentes. Le besoin de repos ayant ramené en Normandie Le Paulmier, sa femme, son fils Jean et ses deux filles, ils s’installent à Caen, ville qui comptait alors beaucoup de familles protestantes. Bientôt sa femme lui donna un second fils, Jacques, qui a pris plus tard le nom de Grentemesnil, et s’est distingué par son érudition.

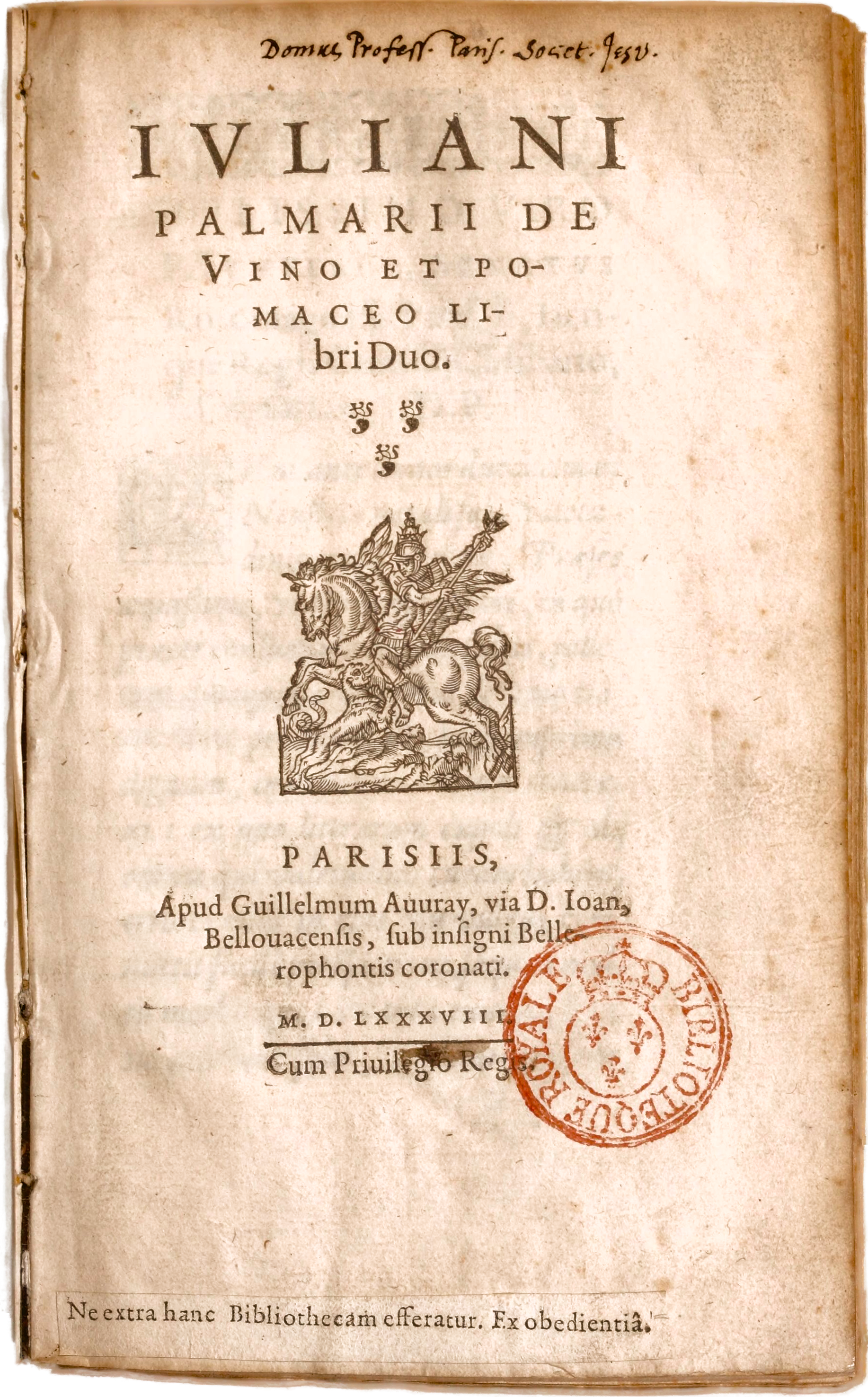
Édition princeps du Traité du vin et du cidre de 1588.

Douze ans auparavant, en 1574, Julien s’était guéri en quelques mois, par l’usage du cidre, d’une affection grave du foie et du cœur dont il souffrait depuis trois ans, et qu’il avait inutilement traitée par un régime sévère et par des remèdes appropriés. Ayant lu, pour occuper ses loisirs, ce que les anciens avaient écrit sur le vin, il a voulu à son tour dire son sentiment à ce sujet. Il a eu l’idée d’y joindre un appendice sur le cidre, et écrit, en 1586 De vino et pomaceo libri duo, paru en 1588, chez Guillaume Auvray, libraire, rue Saint-Jean-de-Beauvais, à Paris, avec une dédicace à Pierre Le Jumel de Lisores, président au Parlement de Rouen. La première partie de cet ouvrage ne contient rien de nouveau sur le vin. La seconde, seule originale, a, en revanche, inscrit son nom dans la postérité, car elle constitue le premier traité composé sur le cidre. Après diverses considérations historiques et médicales, Le traité sur le cidre reprend au feuillet 33 après une Apologie du translateur, contre l’usage du vin et du sidre sans eau. L’auteur y décrit les espèces de pommes à préférer, leur récolte et le mode de fabrication du cidre, ainsi que les vertus curatives de cette boisson. Quelques pages sur le poiré et sur la bière terminent le volume, déjà difficile à trouver du temps de Guy Patin, qui dit « qu’il n’est pas mauvais », jugement élogieux sous la plume du mordant écrivain.

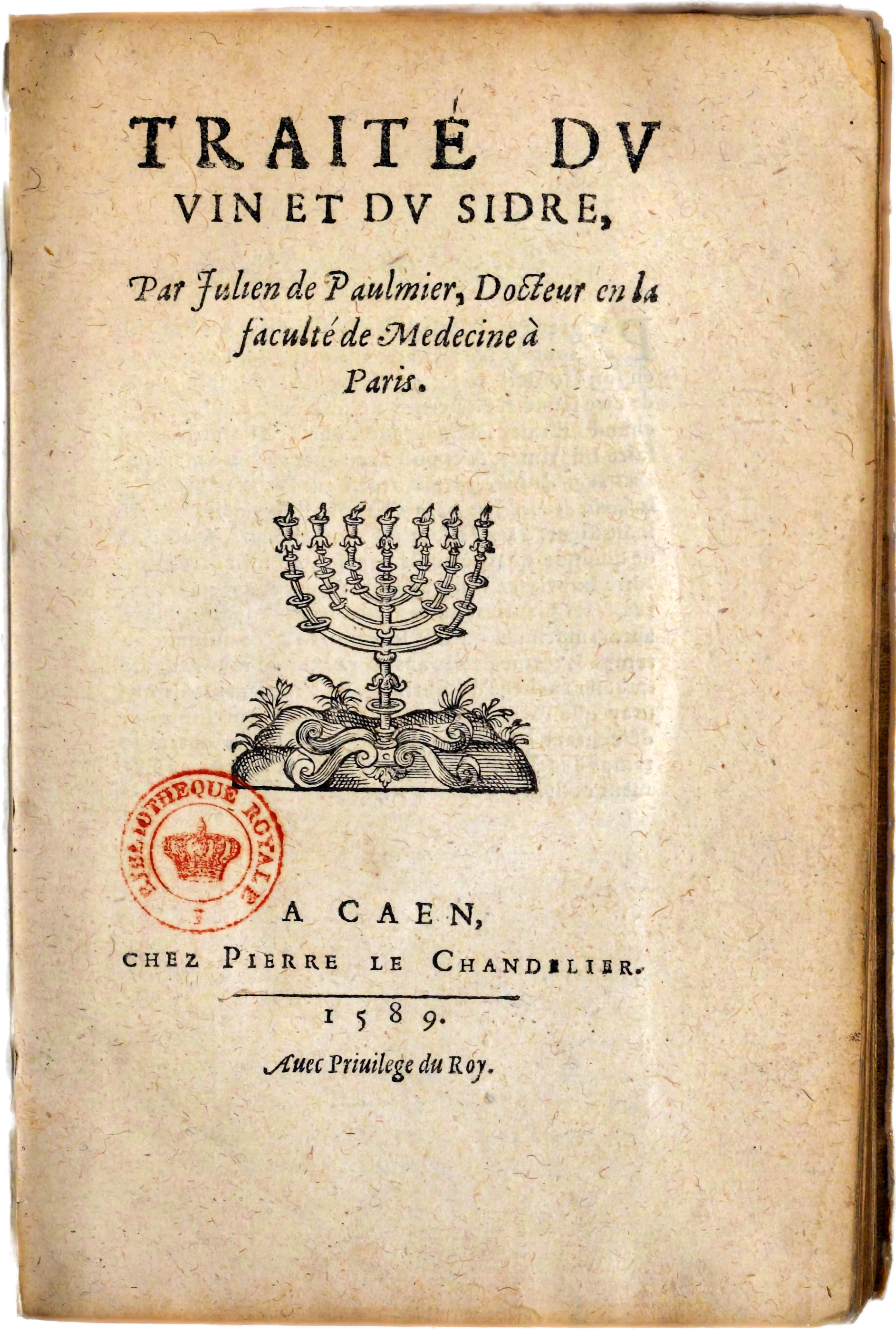
Traduction en français par Jacques de Cahaignes du Traité du vin et du cidre, 1589.

L’année suivante, Jacques de Cahaignes a publié, chez Pierre Le Chandelier, à Caen, une traduction fort amplifiée de cet ouvrage, intitulée : Traité dv vin et dv sidre. Ce commentaire fournit des détails intéressants sur les sortes de pommes que l’on rencontre dans un grand nombre de paroisses, et sur les cidres artificiels et médicinaux. On lit à la fin une correspondance avec Jean Riolan et Guillaume Lusson, médecins de Paris, dans laquelle il se plaint des attaques du premier contre le cidre et contre les Normands. Quelques exemplaires contiennent, en outre, une ode française du poète caennais Pierre Gondouin, adressée à Le Paulmier, et dans laquelle il vante les vertus du breuvage normand. Une seconde édition du travail de Cahaignes a paru en 1607, à Caen, chez Adam Cavelier, in-8º. De nombreux extraits de cette traduction, ordinairement citée à la place de l’ouvrage original, ont été reproduits par La Framboisière, La Barre, Legrand d'Aussy, Victor-Évremont Pillet, etc., et par la plupart des auteurs qui ont écrit sur le cidre.
Le Paulmier, qui avait failli être pris dans son « étude », le 12 mai 1588, à Paris à la journée des Barricades, lors de la huitième guerre de Religion, s’est empressé de regagner la Normandie, où il aspirait à finir ses jours. Rentré à Caen à la fin de l’été, il y a été frappé d’apoplexie foudroyante, à table, le 5 décembre 1588. Son corps a été inhumé dans l’église de Vendeuvre, dont il était seigneur et patron. J. de Cahaignes a fait graver sur son tombeau un éloge témoignant de la sincère reconnaissance du disciple pour son maitre.
Médecin laborieux et instruit, Julien Le Paulmier a dû une grande réputation et une clientèle nombreuse et choisie, à son mérite. Nombre de ses patients, devenus ses amis, lui ont donné des preuves de reconnaissance et d’affection, sous la forme de donations, qui ont augmenté la fortune qu’il avait amassée. Le caustique Guy Patin dit que ce « Normand dessalé, et qui avait bon appétit, qui se vantait ici que Fernel, en mourant, lui avait commis force secrets » a laissé, à sa mort, cinquante mille écus, somme considérable pour l’époque, gagnée en peu de temps à vendre du cidre dans lequel il infusait du séné, composant ainsi des apozèmes laxatifs qu’il faisait payer un écu la bouteille, comme un grand secret. Dans le chapitre des Cidres artificiels, Cahaignes mentionne simplement cette préparation, que l’on prenait à la dose de trois onces deux heures avant le déjeuner. Ces injures ne sont pas justifiées et tombent en présence de la faveur dont Le Paulmier a joui à la Cour, et devant l’éloge de l’avocat général Servin, qui, dans le procès intenté en 1609 à son neveu, Pierre Le Paulmier, dit que la Faculté de médecine tenait la mémoire de Julien pour très honorable. Quant à ses doctrines médicales, partisan des remèdes chimiques, il a donné un grand nombre de formules de médicaments, depuis longtemps abandonnés. Ses ouvrages, souvent cités, ont été plusieurs fois réimprimés. Son Traicté de la nature et curation des playes de pistolle, harquebouse… est devenu un ouvrage devenu très rare.
Devenue veuve, Marguerite de Chaumont a continué à résider à Vendeuvre, où elle s’est consacrée à l’éducation de ses enfants et surtout de Jacques, qui a été un érudit célèbre en son temps. Elle s’est remariée trois ans après. Le Paulmier a également eu un neveu, prénommé Pierre (1568-1610), médecin de l’Hôtel-Dieu de Paris, conseiller et médecin ordinaire du Roi, docteur régent en l’Université de Paris, partisan déclaré des remèdes chimiques.

## Publications
- Traicté de la nature et curation des playes de pistolle, harquebouse et autres bastons à feu : ensemble les remèdes des combustions et bruslures externes et superficielles, Caen, Pierre Philippe, 1569, 79 p., in-4º (OCLC 1349622808, lire en ligne sur Gallica).
- (la) De morbis contagiosis libri septem, Paris, Denys du Val, 1578, viiii, 443, in-4º (OCLC 22360155, lire en ligne sur Gallica).
- Bref discours de la praeservation, et curation de la peste, Caen, Pierre le Chandelier, 1580, viii-29 p., in-8º (OCLC 1143187823, lire en ligne sur Gallica). — Jacques de Cahaignes n’est que l’éditeur anonyme de cet opuscule parfois présenté comme sa traduction du De morbis contagiosis, qui est un résumé succinct rédigé par Le Paulmier lui-même, à la demande de quelques amis désireux de se prémunir contre cette maladie.
- (la) Juliani Palmarii de Vino et pomaceo libri duo, Paris, Guillaume Auvray, 1588, 76 p., in-8º (OCLC 1449237479, lire en ligne sur Gallica). — Édition originale en latin du traité du vin et du cidre.
- Traité du vin et du sidre : par Julien de Paulmier, docteur en la faculté de médecine à Paris  (trad. Jacques de Cahaignes), Caen, Pierre Le Chandelier, 1589, iv-87, in-8º (OCLC 54200956, lire en ligne sur Gallica). — Réimprimé avec une introduction par Émile Travers, Rouen et Caen, H. Lestringant et P. Massif, 1896. Réimpression du « premier traité complet sur le vin » publié pour la Société des bibliophiles normands.
- Michel Reulos {éd.), Le Premier Traité du sidre : 1589, Bricqueboscq, Éd. des Champs, 2003, xxii-86 p., 24 cm (ISBN 9782910138165, OCLC 470356572, lire en ligne sur Gallica). — Fac-sim. de l'éd. de, Caen, P. Le Chandelier, 1589. La dernière partie du livre traite de la pomologie au XVIe siècle et du Musée régional du cidre, assortie d’un glossaire.